# Айн (арабська літера)

Ізольована форма літери

Айн (араб. عين; ‘айн) — вісімнадцята літера арабської абетки, позначає звук [ʕ].
В ізольованій позиції айн має вигляд ع; в кінцевій — ـع; в серединній — ـعـ; в початковій — عـ.
Айн належить до місячних літер.
Літері відповідає число 70.
В перській мові ця літера має назву «ейн» (перс. عيْن), позначає гортанне зімкнення [ʔ].

## В юнікоді
| Юнікод         | U+0639            |
| Ім'я в юнікоді | ARABIC LETTER AIN |
| HTML           | &#1593;           |
| ISO 8859-6     | 0xd9              |